# Standardowy profil zużycia energii elektrycznej
Standardowy profil zużycia energii elektrycznej – zbiór danych o przeciętnym zużyciu energii elektrycznej w poszczególnych godzinach doby przez grupę odbiorców końcowych:
- nieposiadających urządzeń pomiarowo-rozliczeniowych umożliwiających rejestrację tych danych,
- o zbliżonej charakterystyce poboru energii elektrycznej,
- zlokalizowanych na obszarze działania danego operatora systemu dystrybucyjnego elektroenergetycznego[1].

Standardowy profil zużycia jest opracowywany lub obliczany przez operatora systemu dystrybucyjnego i wykorzystywany w bilansowaniu miejsc dostarczania energii elektrycznej dla odbiorców o mocy umownej nie większej niż 40 kW, stanowiący załącznik do Instrukcji Ruchu i Eksploatacji sieci elektroenergetycznej.